# Msida
Msida (maltsky L-Imsida, italsky Misida) je přímořské město, přístav a správní středisko stejnojmenného lokálního výboru v Centrálním regionu na Maltě. Nachází se asi 3 km jihozápadně od Valletty a je součástí její aglomerace. V roce 2019 zde žilo 13 713 obyvatel, díky čemuž je Msida dvanáctým největším maltským městem. Sousedními městy jsou Ta' Xbiex, Pietà, Ħamrun, Santa Venera, Birkirkara, San Ġwann a Gżira.
Kromě hlavní části se zde též nacházejí osady Misraħ il-Barrieri, Swatar, Tal-Qroqq, Il-Wied, Ta' Xmiexi, Ta' Sissla, Ta' Ziza, Tas-Salib a Tat-Tigan.